# Sarn-y-bryn caled
Koordinaten: 52° 38′ 10″ N, 3° 9′ 20″ W
Sarn-y-bryn caled ist eine neolithische Fundstelle in Powys (Wales). Sie liegt im Severn-Tal unweit von Welshpool und wurde 1990–1992 im Zuge von Straßenbauarbeiten ausgegraben. Die Anlage besteht aus Kreisgräben, einem Holzpfostenkreis (englisch Timber-circle) von etwa 17,0 m Durchmesser und wurde auf 3700–3660 BC cal. datiert. Dazu gehören unterbrochene Kreisgräben (englisch penannular ditches) und ein Cursus. Die Kreisgräben datieren in die Glockenbecherperiode.
Der Fundort lieferte zahlreiche Scherben von Peterborough Ware.
In der Nähe liegt die Darre von Collfryn.